# Scotinella redempta
Scotinella redempta is een spinnensoort uit de familie van de Phrurolithidae.
De wetenschappelijke naam van de soort werd in 1941 als Phrurolithus redemptus gepubliceerd door Willis John Gertsch.